# Monti Tiburtini (Roms tunnelbana)
Monti Tiburtini är en station på Roms tunnelbanas Linea B. Stationen är belägen i korsningen mellan Via dei Monti Tiburtini och Via Filippo Meda i distriktet Pietralata i nordöstra Rom och togs i bruk den 8 december 1990. Stationsnamnet åsyftar Monti Tiburtini.
Stationen Monti Tiburtini har:
- Biljettautomater
- WC
- Hissar

## Kollektivtrafik
- Busshållplats för ATAC

## Omgivningar
- Ospedale Sandro Pertini

### Kyrkobyggnader
- San Michele Arcangelo a Pietralata